# Jia Peng Fang
 (octobre 2016).
Jia Peng Fang (né en 1958) est un compositeur chinois. Il joue également du erhu.

## Discographie
1. River, 1999
2. Rainbow, 2000
3. Faraway?, 2002
4. Jia Peng Fang Best/Erhu, 2004
5. Lovers, 2004
6. Sho, 2006
7. Moonlight, 2006
8. Memories, 2008